# Depend on you
Depend on you – piąty singel Ayumi Hamasaki, wydany przez wytwórnię Avex trax, 9 grudnia 1998 r. oraz wydany ponownie 28 lutego 2001.

## Lista utworów

### CD (1998)
| Nr | Tytuł                          | Muzyka                       | Aranżacja                     | Czas |
| -- | ------------------------------ | ---------------------------- | ----------------------------- | ---- |
| 1. | "Depend on you"                | Kazuhito Kikuchi             | Akimitsu Homma, Takashi Morio | 4:22 |
| 2. | "Two of us"                    | Daisuke Miyaji, Ryosuke Imai | Terumitsu Honma               | 6:16 |
| 3. | "Depend on you" (instrumental) | Kazuhito Kikuchi             |                               | 4:21 |

### CD (2001)
| Nr | Tytuł                                         | Czas |
| -- | --------------------------------------------- | ---- |
| 1. | "Depend on you (Original Mix)"                | 4:22 |
| 2. | "Two of us (Original Mix)"                    | 6:16 |
| 3. | "Depend on you (Dub's electro Remix)"         | 7:47 |
| 4. | "Depend on you (44XL DUB)"                    | 6:02 |
| 5. | "Depend on you (BODYGUARD MIX)"               | 6:05 |
| 6. | "Two of us (PPS CONNECTION MIX)"              | 4:22 |
| 7. | "Two of us (touch of mahogany mix)"           | 5:21 |
| 8. | "Depend on you (Original Mix -Instrumental-)" | 4:21 |

## Wystąpienia na żywo
- 8 grudnia 1998 – Utaban – "Depend on you"
- 10 grudnia 1998 – Hit MMM – "Depend on you"
- 11 grudnia 1998 – Music Station – "Depend on you"
- 16 grudnia 1998 – Pocket Music – "Depend on you"
- 19 grudnia 1998 – Countdown TV – "Depend on you"
- 21 grudnia 1998 – Hey! Hey! Hey! – "Depend on you"
- 24 grudnia 1998 – Happy Christmas Special – "Depend on you"
- 25 grudnia 1998 – Music Station – "Depend on you"
- 30 grudnia 1998 – Super Live – "Depend on you"
- 31 grudnia 1998 – Countdown TV – "Depend on you"
- 23 stycznia 1999 – Pop Jam – "Depend on you"
- 3 marca 1999 – Japan Gold Disc Award – "Depend on you"
- 22 grudnia 1999 – Fresh Live – "Depend on you"

## Wersja europejska
W 2004 roku Depend on you został wydany w Europie jako singel trance. CD zostało wydane jedynie w Niemczech ale digital singel wydano na całym świecie.

### Lista utworów
| Nr | Tytuł                                         | Czas |
| -- | --------------------------------------------- | ---- |
| 1. | "Depend on you (Svenson & Gielen Radio Edit)" | 4:13 |
| 2. | "Two of us (DJ Shog Radio Edit)"              | 3:41 |
| 3. | "Depend on you (DJ Shog Dub Mix)"             | 7:54 |
| 4. | "Depend on you (Svenson & Gielen Club Mix)"   | 8:02 |
| 5. | "Depend on you (Svenson & Gielen Instr. Mix)" | 8:00 |